# Muziekleraar
Een muziekleraar is iemand die muzieklessen geeft. Dit kunnen lessen zijn op een specifiek muziekinstrument aan één persoon, maar ook algemene muzieklessen voor een klas in het basis- en voortgezet onderwijs of in het beroepsonderwijs zoals een pedagogische academie.

## Soorten
De term is niet wettelijk beschermd, zodat iedereen zich muziekleraar kan noemen. Dikwijls gaat het om een privé-leraar die zelf musicus is en bij wie men bijvoorbeeld kan leren gitaar of keyboard spelen. Ook muziekverenigingen, fanfares en amateurorkesten zorgen soms voor een eigen opleiding door een muziekleraar.
Wie in officieel verband (basisonderwijs, muziekschool, conservatorium, normaalschool) muziek wil onderwijzen, moet daar wel de juiste opleiding voor gevolgd hebben.

## Opleiding

### Vlaanderen
In Vlaanderen kan men muziekleraar worden door een hogere muziekopleiding te combineren met een pedagogisch diploma. Wie bijvoorbeeld aan een conservatorium viool studeert en ook enkele pedagogische vakken volgt, mag dan vioolleraar worden aan het deeltijds kunstonderwijs of in een muziekhumaniora.
Een andere mogelijkheid is het volgen van een muziekregentaat. Deze Bachelor-opleiding is een geïntegreerde lerarenopleiding waar zowel pedagogische vakken als muzikale vakken worden aangebracht. Meestal geven houders van dit diploma dan muziekles in het basisonderwijs of in het secundair onderwijs.
In beide gevallen moet men voor de aanvang van de studie reeds een muzikale voorkennis aantonen via een toelatingsexamen.

### Nederland
In Nederland is de term docent muziek (voorheen docent schoolmuziek) gebruikelijk. Het is een afstudeerrichting aan een conservatorium. Het is een combinatie van pedagogische en didactische vakken enerzijds en muzikale vakken anderzijds, waarmee men muziekles kan geven in het reguliere lager en middelbaar onderwijs en op muziekscholen.

Ook hier is het een zeer brede studie. De student moet een behoorlijk niveau behalen op het eerste musiceervak, zijn of haar gekozen instrument. Daarnaast worden er vakken gevolgd als didactiek, methodiek, algemene psychologie en pedagogie, maar ook gehoorvorming, muziektheorie, muziekgeschiedenis, arrangeren en muziekinformatietechnologie. Een ander onderdeel is het leren bespelen van piano, gitaar, drums, zang en dirigeren op basisniveau.
Voor de opleiding moet een toelatingsexamen worden afgelegd. Dit examen bestaat uit verscheidene onderdelen en beoordeelt de muzikaliteit, niveau van eerste musiceervak en kennis van theorie van de student en er is een kleine didactische activiteit die de aspirant student moet doen om te laten zien hoe hij of zij voor een groep staat. De onderdelen kunnen per conservatorium verschillen in inhoud en niveau.